# François Castan
Pour les articles homonymes, voir Castan.
 (mai 2017).
Si vous disposez d'ouvrages ou d'articles de référence ou si vous connaissez des sites web de qualité traitant du thème abordé ici, merci de compléter l'article en donnant les références utiles à sa vérifiabilité et en les liant à la section « Notes et références ».
François Castan, né le 12 octobre 1947 à Chennevières-sur-Marne (Seine-et-Oise) et mort le 23 juin 2013 à Paris, est un dessinateur français de bande dessinée.

## Biographie
Né en 1947 à Chennevières-sur-Marne, François Castan suit une formation académique de dessin François à l’école de la rue Madame et à l’atelier de Penninghen à Paris.
À sa sortie, il se lance dans la bande dessinée pour l'hebdomadaire France-Soir. Néanmoins, il fait l'essentiel de sa carrière dans le magazine Fripounet des éditions Fleurus à partir de 1969 avec notamment les séries au long cours Agrume et Pépin, une série de science-fiction humoristique et baroque (1970-1977), puis Floribert,  série humoristique elle aussi, d'inspiration écologique (1977-1986), toutes deux sur des scénarios de son ami Mauguil. Castan réalise également pour Fripounet quelques histoires courtes et des illustrations. 
Quelques années plus tard, associé à Serge Saint-Michel pour les textes, il réalise des histoires courtes scientifiques pour la revue L'Argonaute, qui sont reprises en 2001 en deux albums sous le titre 2000 ans de génie par les éditions France impact promotion, ainsi qu’une adaptation en bande dessinée de Diderot et l’encyclopédie.
À la fin des années 1980, il entreprend une collaboration avec la revue médicale Le Journal du jeune patricien, avec des gags en alternance avec des publicités qui sont repris dans trois albums publiés par les éditions Vaucouleurs.
Il crée le personnage de Zeltron qui passe à la télévision en dessin animé de 1979 à 1982 sous le titre Les Aventures électriques de Zeltron. Ce personnage est aussi exploité dans un album de bande dessinée qu'il dessine sur un scénario de Mauguil  : Zeltron, Petite-Soupe et les autres en 1980.
En parallèle à son activité dans la bande dessinée, François Castan exerce dans le dessin de presse pour les revues L'Éducation (1969-1976), Le Fait public (1969-1971), Almanach Vermot (1970-1991), Lisette (1970-1972) et Aventures et Voyages (1970-1975). Il reçoit en 1970 le Prix du dessin humoristique.
Il réalise également des affiches pour le théâtre, des publicités et un certain nombre de cartes postales humoristiques, notamment sur Paris.

## Œuvre
- Agrume et Pépin
- Floribert